# Портрет на Фердинанд IV
„Портрет на Фердинанд IV“ (на италиански: „Ritratto di Ferdinando IV“) е картина на немския художник Антон Рафаел Менгс от 1759 г.
Картината (180 х 126 см.) е изложена в Зала 33 на Национален музей „Каподимонте“, Неапол. Използвана е техниката на маслени бои върху платно.

## История
Картината е дело на художника Антон Рафаел Менгс по поръчка на кралица Мария-Амалия Саксонска. Тя поръчва портрета в чест на сина си Фердинанд IV, възкачен на престола на Кралство Неапол едва 8-годишен поради заминаването на баща му Карлос III за Испания. Копие на тази картина, нарисувано от същия художник през 1760 г., е изложено в музея Прадо в Мадрид.

## Описание
Първият портрет на новия крал на Кралство Неапол е нарисуван почти месец и под непрестанните критики на неаполитанските художници Луиджи Ванвители, Джузепе Бонито и Франческо Лиани, завиждащи заради избора на художник, направен от кралицата. В действителност платното като цяло изглежда убедително и отговаря на изискванията за перфектен портрет на празнуващ встъпването си във власт крал. Младият суверен е изобразен на преден план в центъра на картината да държи кралския скиптър в дясната си ръка, подпряна на красива позлатена маса, носещ кралските отличителни знаци, добре подчертани от художника. На масата има червена възглавничка, върху която е поставена кралската корона на избраното да я носи дете. Много умело е изобразен и подът от симетрично разположени различни геометрични фигури, представляващи мраморни блокчета. На фона изобразено кралското кресло и надиплената върху му кралска мантия, предназначена за младия суверен на кралствата Неапол и Сицилия.